# Zbigniew Cybulski

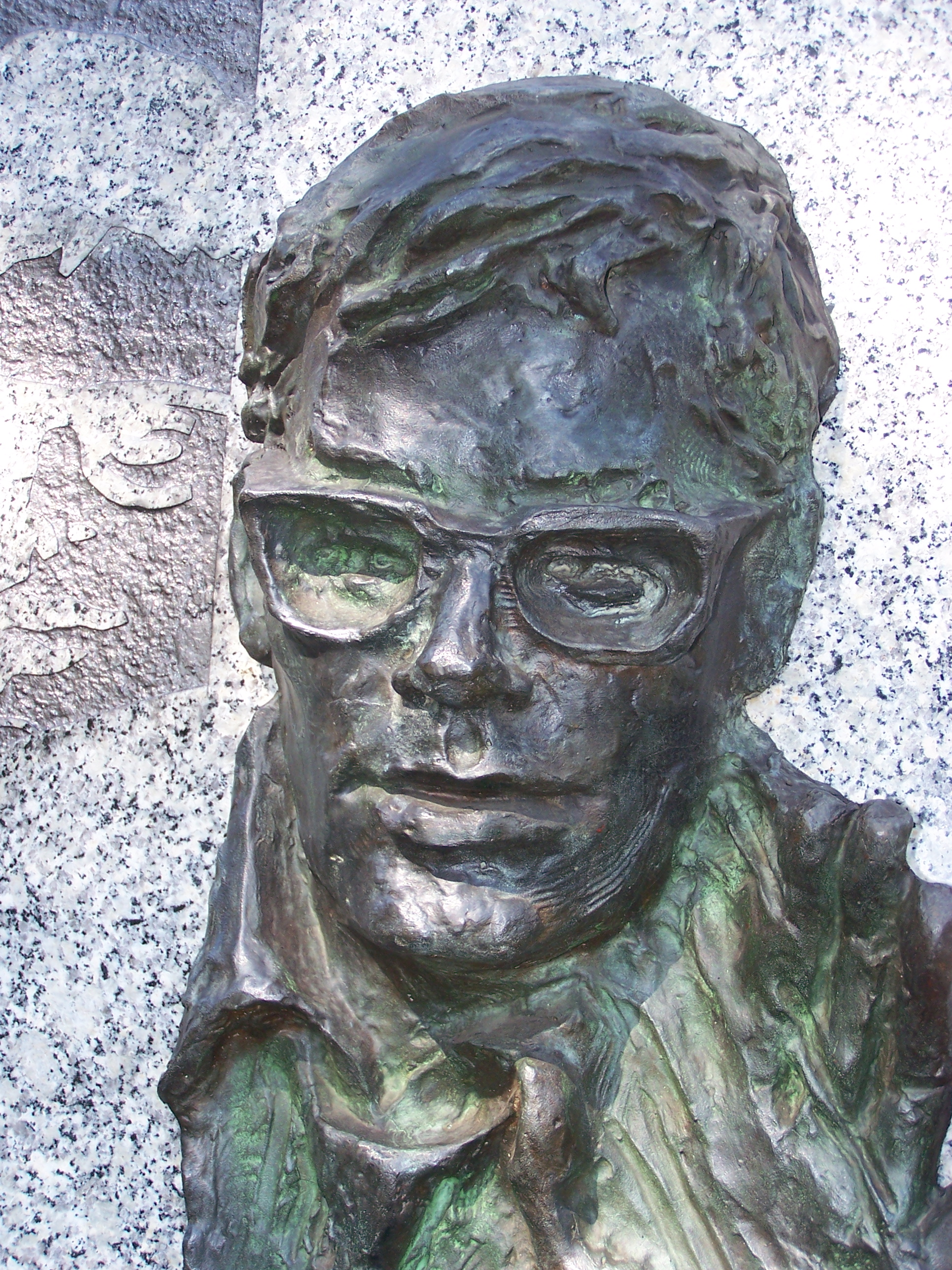
Büste von Zbigniew Cybulski in Katowice

Zbigniew Hubert Cybulski (* 3. November 1927 in Kniaże in Polen, heute Ukraine; † 8. Januar 1967 in Breslau, Polen) war ein polnischer Schauspieler.

## Leben
Zbigniew Hubert Cybulski gilt bis heute als der „James Dean“ Polens. Wie James Dean spielte er in Asche und Diamant von Andrzej Wajda einen jungen Rebellen, der zum Vorbild einer ganzen Generation wurde; er kam wie James Dean bei einem Unfall ums Leben, als er versuchte, auf dem Breslauer Hauptbahnhof auf einen schon fahrenden Zug zu springen. Für seine Arbeit in Asche und Diamant erhielt er internationale Anerkennung und wurde für den British Film Academy Award als bester ausländischer Darsteller nominiert.
Sein Markenzeichen war eine dunkle Sonnenbrille, die er in fast all seinen Filmen permanent trug. Marlene Dietrich lernte ihn auf ihrer Polen-Tournee 1966 in Breslau kennen und schrieb in ihrer Autobiografie über ihn: „Es hat noch nie am Theaterhimmel einen Schauspieler gegeben, der spielen konnte, ohne seine Augen zu gebrauchen, und ich weiß, es wird auch keinen mehr geben. Umso besser! Man wird sich ewig an ihn erinnern, und das ist mehr, als man über viele Schauspieler sagen kann.“
Nach dem Abschluss der Schauspielschule in Krakau spielte er an Theatern in Danzig. Von 1961 bis 1967 arbeitete er als Schauspieler und Regisseur am Teatr Ateneum in Warschau.
Cybulski starb am 8. Januar 1967. Am 30. Todestag 1997 enthüllte Andrzej Wajda auf dem Bahnsteig 3 des Bahnhofs eine Gedenktafel, die an den tödlichen Unfall von Cybulski erinnert.
Am Vier-Kuppel-Pavillon in Breslau (neben der Jahrhunderthalle), in welchem sich das 2013 gegründete Centrum Technologii Audiowizualnych  befindet, hängt neben anderen auch eine Gedenktafel für Zbigniew Cybulski, die ihn für die Filme ehrt, die im Breslauer Spielfilmstudio (Centrum Technologii Audiowizualnych) gedreht wurden.
Im Jahr 1969 wurde der Zbigniew-Cybulski-Preis (polnisch: Nagroda im. Zbyszka Cybulskiego) geschaffen, mit dem begabte junge Schauspieler ausgezeichnet werden.

## Filme (Auswahl)
- 1955: Eine Generation (Pokolenie), Regie: Andrzej Wajda
- 1958: Der achte Wochentag (Ósmy dzień tygodnia), Regie: Aleksander Ford
- 1958: Asche und Diamant (Popiół i diament), Regie: Andrzej Wajda
- 1959: Nachtzug (Pociąg), Regie: Jerzy Kawalerowicz
- 1960: Die unschuldigen Zauberer (Niewinni czarodzieje), Regie: Andrzej Wajda
- 1960: Auf Wiedersehen bis morgen (Do widzenia, do jutra), Regie: Janusz Morgenstern
- 1965: Die Handschrift von Saragossa (Rękopis znaleziony w Saragossie), Regie: Wojciech Has